# Pozdrav iz zemlje Safari
Pozdrav iz zemlje Safari treći je studijski album bosanskohercegovačkog rock sastava Zabranjeno pušenje, objavljen 1987. godine u izdanju Diskotona.

## Popis pjesama
Izvor: Discogs
| 1. | »Hadžija ili bos« | Davor Sučić, Nenad Janković | Sučić           | 4:13 |
| 2. | »Probušeni dolar« | Sučić                       | Sučić           | 4:08 |
| 3. | »Murga Drot«      | Sučić, Janković             | Sučić, Janković | 4:05 |
| 4. | »Dobri jarani«    | Sučić, John Lennon          | Sučić           | 3:22 |
| 5. | »Dan republike«   | Sučić, Janković             | Sučić           | 3:43 |

| 1. | »Balada o Pišonji i Žugi«             | Sučić, Janković              | Sučić, Janković        | 5:29 |
| 2. | »Manijak«                             | Sučić                        | Sučić, Janković        | 3:07 |
| 3. | »Posljednja oaza (u lošoj formi sam)« | Sučić                        | Sučić                  | 3:32 |
| 4. | »Srce, ruke i lopata«                 | Sučić, Janković              | Sučić                  | 4:34 |
| 5. | »Meteor«                              | Goran Grbić, Sučić, Janković | Grbić, Sučić, Janković | 3:56 |

## Izvođači i osoblje
Preneseno s omota albuma.
| Zabranjeno pušenje - Dražen Janković – klavijature, prateći vokal - Ognjen Gajić – saksofon, flauta - Davor Sučić – ritam gitara, prateći vokal - Predrag Kovačević – električna gitara - Jadranko Džihan – klavijature, prateći vokal - Darko Ostojić Minka – bas-gitara, prateći vokal - Emir Kusturica – bas-gitara - Faris Arapović – bubnjevi - Nele Karajlić – vokal Gostujući glazbenici - Predrag Bobić (naveden kao Dragan Bobić) – bas-gitara, prateći vokal - Vlado Džihan – klavir, trombon - Goran Petranović – prateći vokal - Ljilja Košpić – prateći vokal - Goran Grbić – gudački kvintet - Milivoje Marković – gudački kvintet - Tihomir Jakšić – gudački kvintet - Vladimir Krnetić – gudački kvintet - Željko Nestorov – gudački kvintet |  | Produkcija - Sven Rustempašić – produkcija - Toby Alington – inženjering zvuka (Olympic Studio u Londonu) - Rajko Bartula – snimanje - Goran Micić – assistant snimatelja - Miro Purivatra – izvršna produkcija Dizajn - Zenit Đozić – dizajn - Kemal Hadžić – fotografija |